# Coenotephria contraria
Coenotephria contraria är en fjärilsart som beskrevs av Nitsche 1925. Coenotephria contraria ingår i släktet Coenotephria och familjen mätare. Inga underarter finns listade i Catalogue of Life.